# بخش‌های دپارتمان گر
بخش‌های دپارتمان گر (انگلیسی: Arrondissements of the Gard department) شامل ۳ بخش به شرح زیر است:
1. بخش اله با ۱۰۱ کمون (فرانسه) و جمعیت ۱۵۱ هزار نفر در سال ۲۰۱۳ می‌باشد.
2. بخش نیم با ۱۰۱ کمون (فرانسه) و جمعیت ۵۴۴ هزار نفر در سال ۲۰۱۳ می‌باشد۱۷۷
3. بخش لو ویژان با ۷۵ کمون (فرانسه) و جمعیت ۳۶ هزار نفر در سال ۲۰۱۳ می‌باشد.